# Pempheris
Genre
Pempheris est un genre de poissons marins de la famille des Pempheridae.
Il est parfois fait mention de la famille des Pempherididae mais ce synonyme n'est pas valide.

## Liste des genres
Selon World Register of Marine Species (24 novembre 2014) :
- Pempheris adspersa Griffin, 1927
- Pempheris adusta Bleeker, 1877
- Pempheris affinis McCulloch, 1911
- Pempheris analis Waite, 1910
- Pempheris compressa (White, 1790)
- Pempheris japonica Döderlein, 1883
- Pempheris klunzingeri McCulloch, 1911
- Pempheris macrolepidotus (Bloch & Schneider, 1801)
- Pempheris malabarica Cuvier in Cuvier & Valenciennes, 1831
- Pempheris mangula Cuvier, 1829
- Pempheris molucca Cuvier, 1829
- Pempheris multiradiata Klunzinger, 1879
- Pempheris nyctereutes Jordan & Evermann, 1902
- Pempheris ornata Mooi & Jubb, 1996
- Pempheris otaitensis Cuvier, 1831
- Pempheris oualensis Cuvier, 1831
- Pempheris poeyi Bean, 1885
- Pempheris rapa Mooi, 1998
- Pempheris schomburgkii Müller & Troschel, 1848
- Pempheris schreineri Miranda Ribeiro, 1915
- Pempheris schwenkii Bleeker, 1855
- Pempheris vanicolensis Cuvier, 1831
- Pempheris xanthoptera Tominaga, 1963
- Pempheris ypsilychnus Mooi & Jubb, 1996

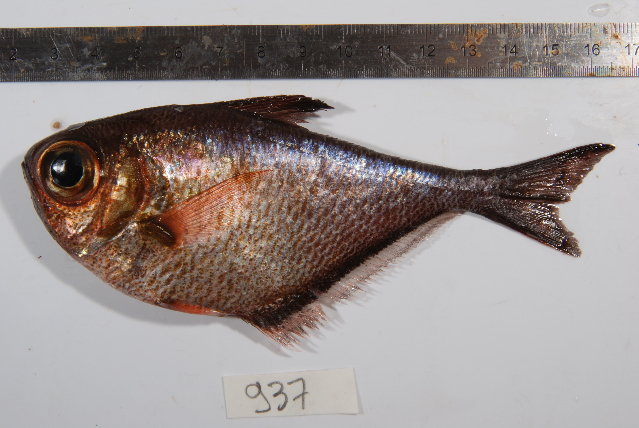
Pempheris adusta
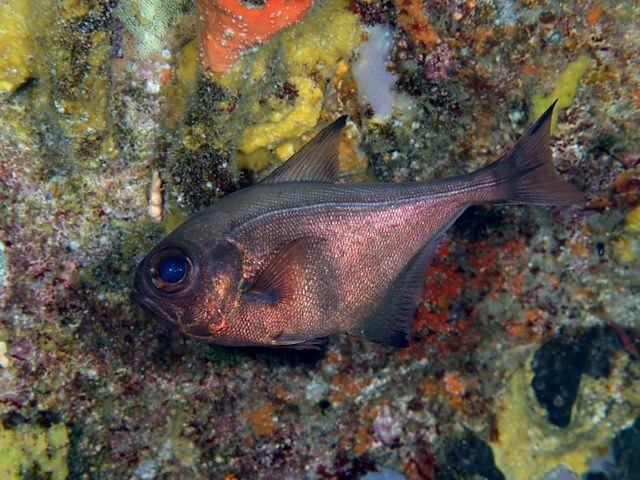
Pempheris japonica
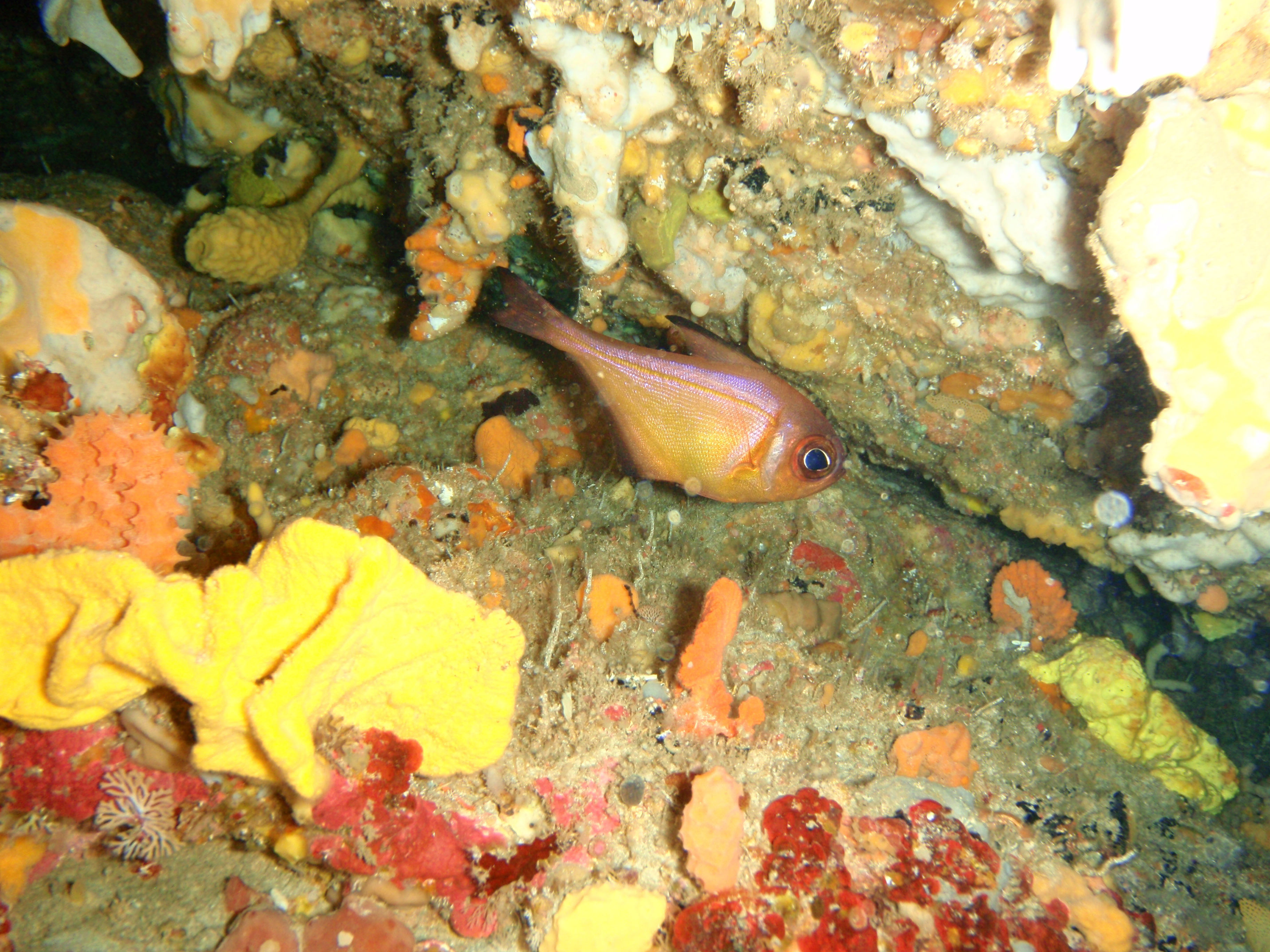
Pempheris klunzingeri
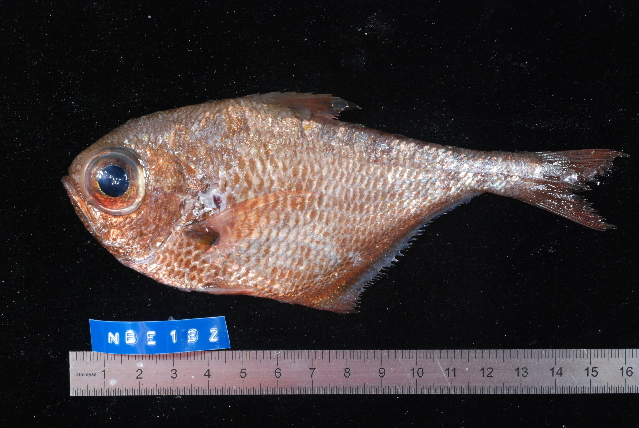
Pempheris mangula
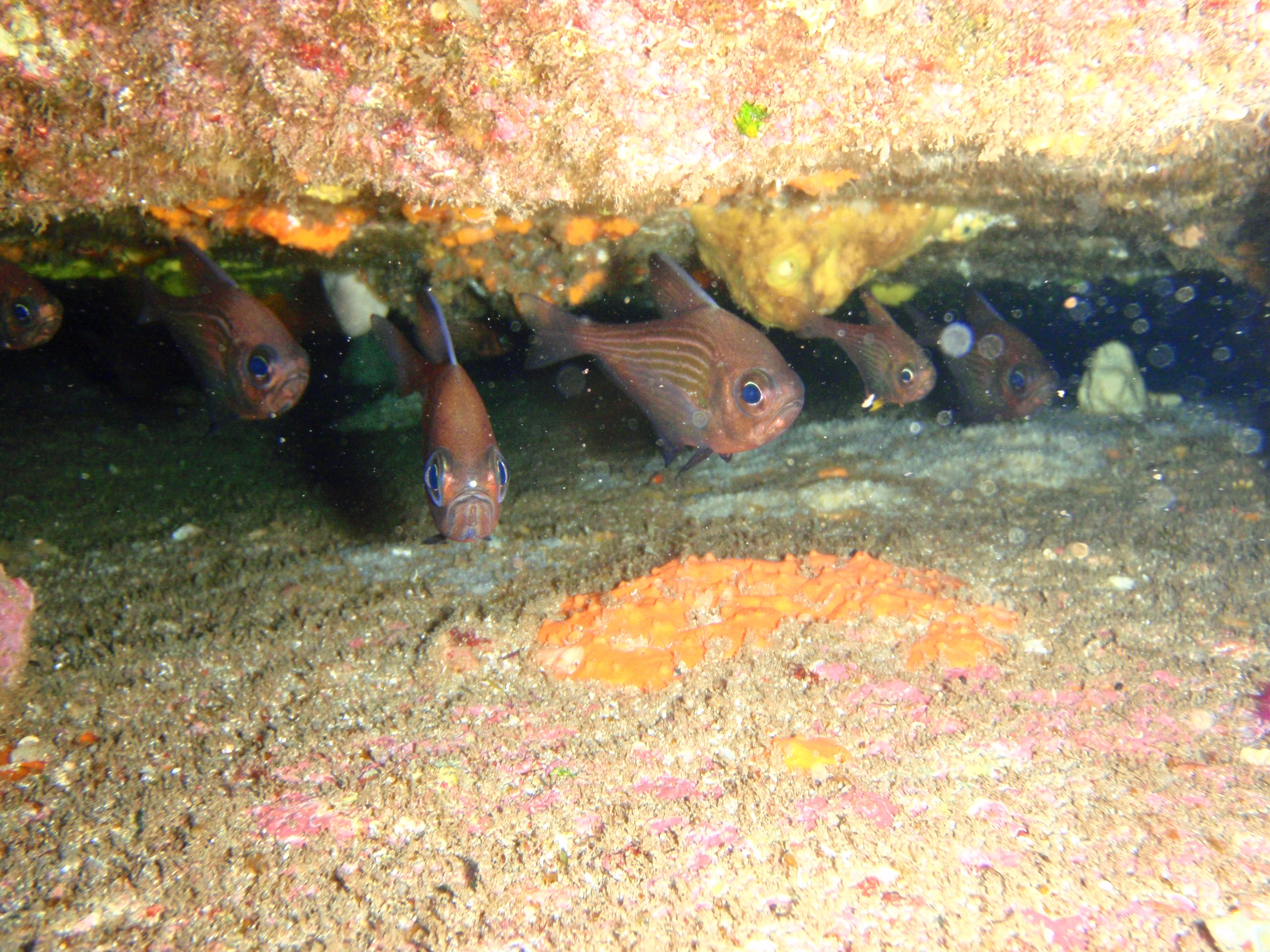
Pempheris ornata
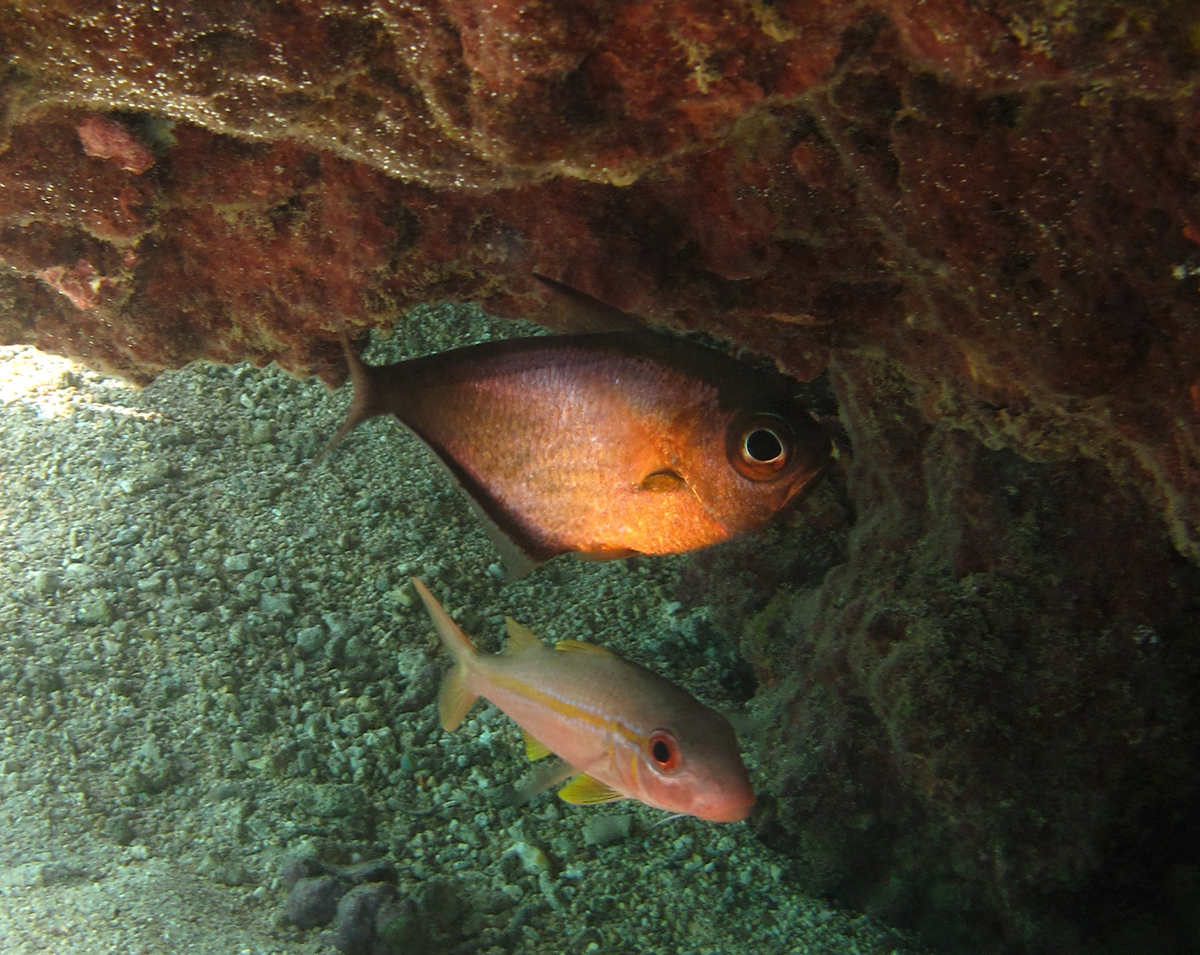
Pempheris oualensis
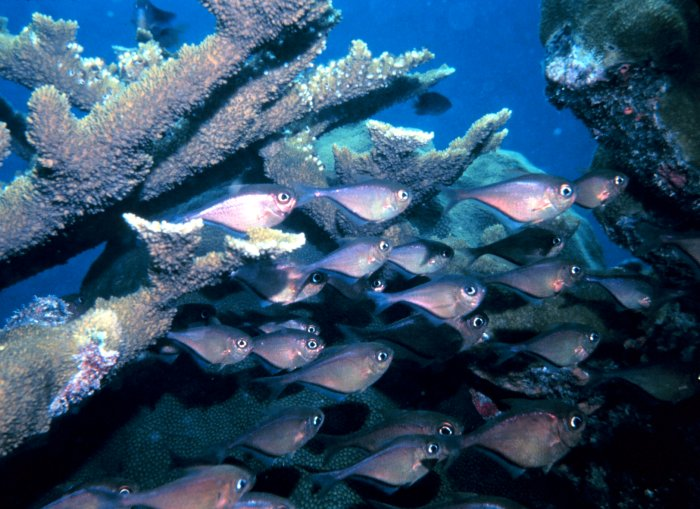
Pempheris schomburgkii
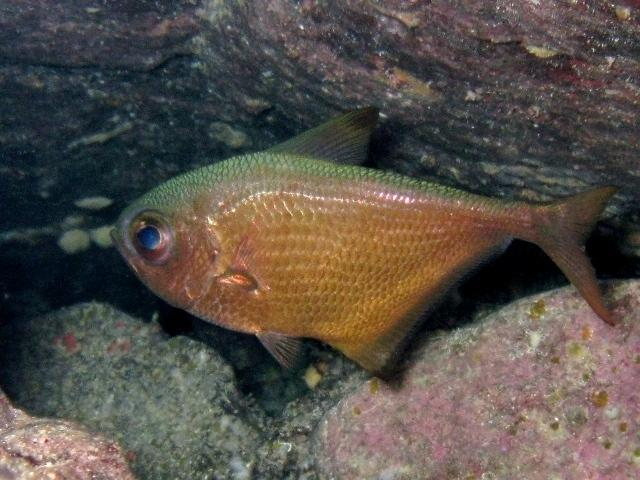
Pempheris vanicolensis